# Leichter Minenwerfer 7,58 cm
Der leichte Minenwerfer 7,58 cm (kurz: L. M. W.) war ein deutsches Steilfeuergeschütz des Ersten Weltkriegs, das als Minenwerfer bezeichnet wurde. Es gab davon zwei Ausführungen: Einmal eine ältere Form (alter Art; a.A.) mit einer schwenkbaren Bettung und einmal eine modifizierte Variante (neuer Art; n.A.) mit einer sogenannten Kreisbogenbettung, d. h. um 360° schwenkbar.

## Entwicklung

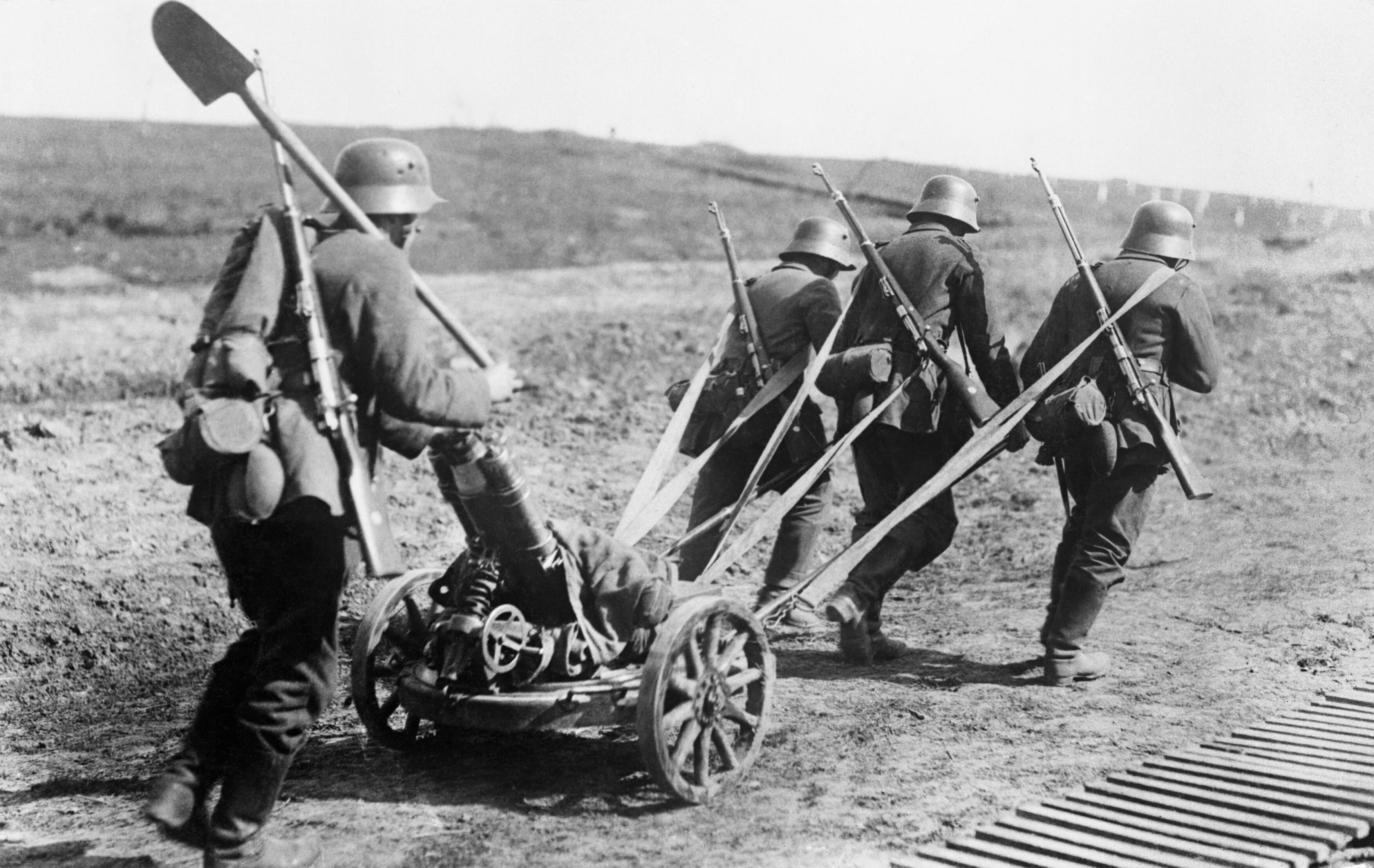
Deutsche Soldaten ziehen einen leichten Minenwerfer 7,58 cm in die nächste Stellung, 1918

Aufgrund der Erfahrungen aus dem Russisch-Japanischen Krieg, in dem es der japanischen Artillerie während der Belagerung Port Arthurs nur unzureichend gelang, die russischen Verteidigungsstellungen vor den eigenen Schützengräben erfolgreich zu bekämpfen, entwickelte man im Deutschen Reich die ersten Steilfeuergeschütze zur Bekämpfung von Unterständen auf nahe Distanz. 1909 bekam Rheinmetall den Auftrag zur Konstruktion eines leichten Minenwerfers. Die letzten Versuche wurden im Jahr 1914, noch vor dem Beginn des Ersten Weltkrieges, abgeschlossen. Der Werfer war ursprünglich für die Pioniere vorgesehen und wurde erst im Winter 1916 in modifizierter Form (neue Art) an die Infanterie ausgegeben; jede Infanterie-Brigade erhielt zwei Werfer. Im weiteren Kriegsverlauf wurden Minenwerfer-Kompanien aufgestellt und wiederum den Pionieren einer Division unterstellt.

## Technik

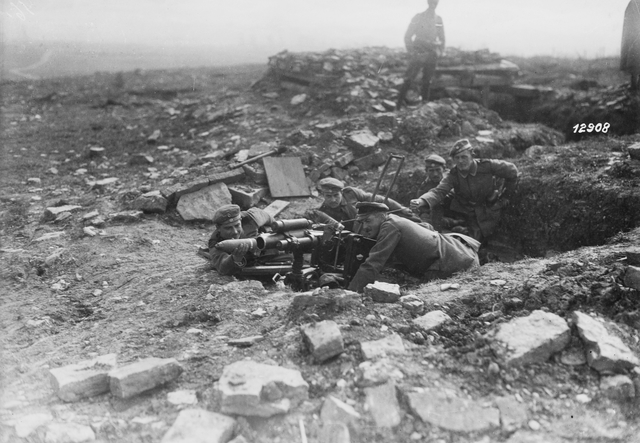
Der leichte Minenwerfer in horizontaler Ausrichtung zur Bekämpfung gegnerischer Panzer, Oktober 1918

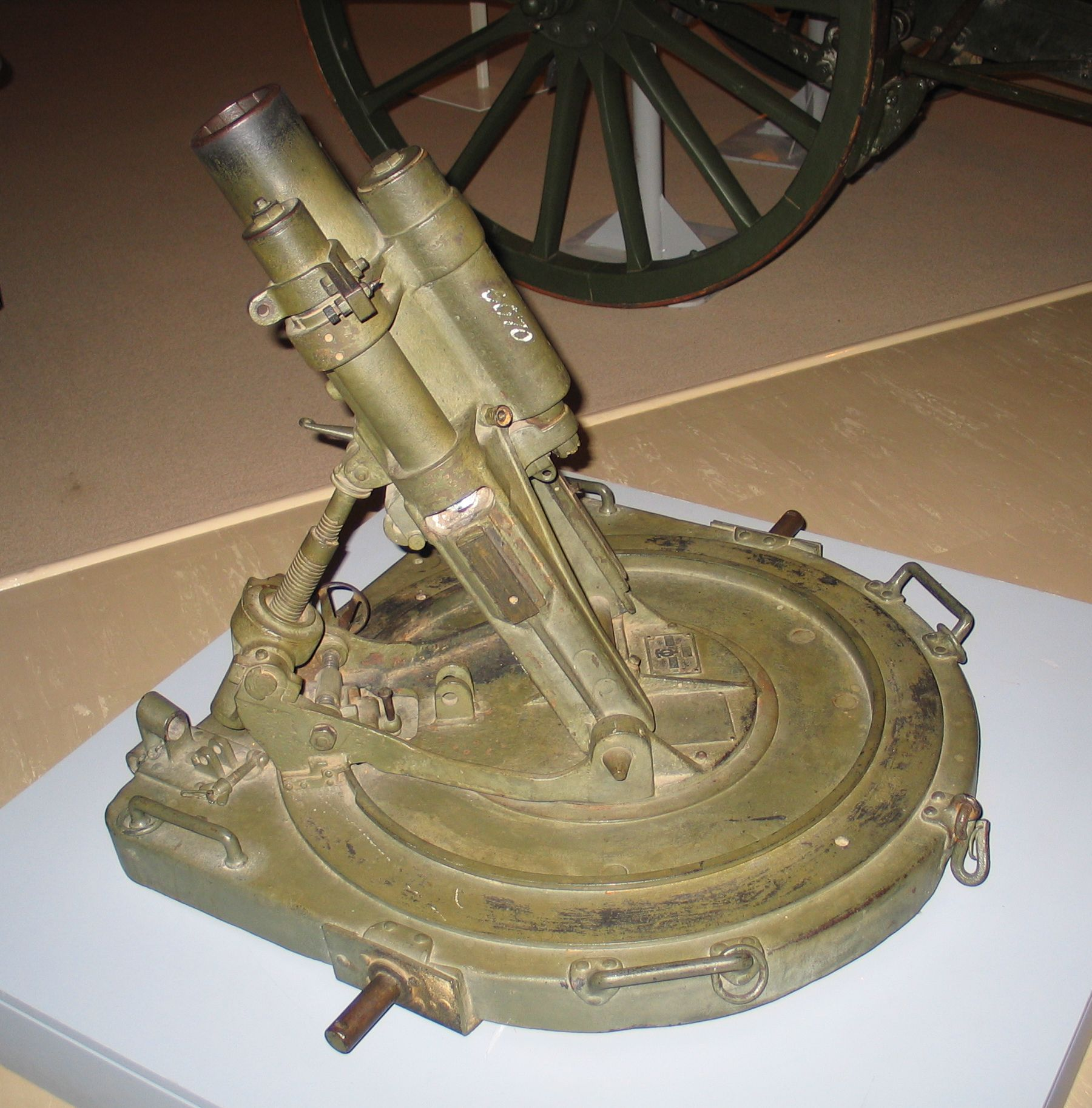
Leichter Minenwerfer 7,58 cm neuer Art – aber ohne Räder

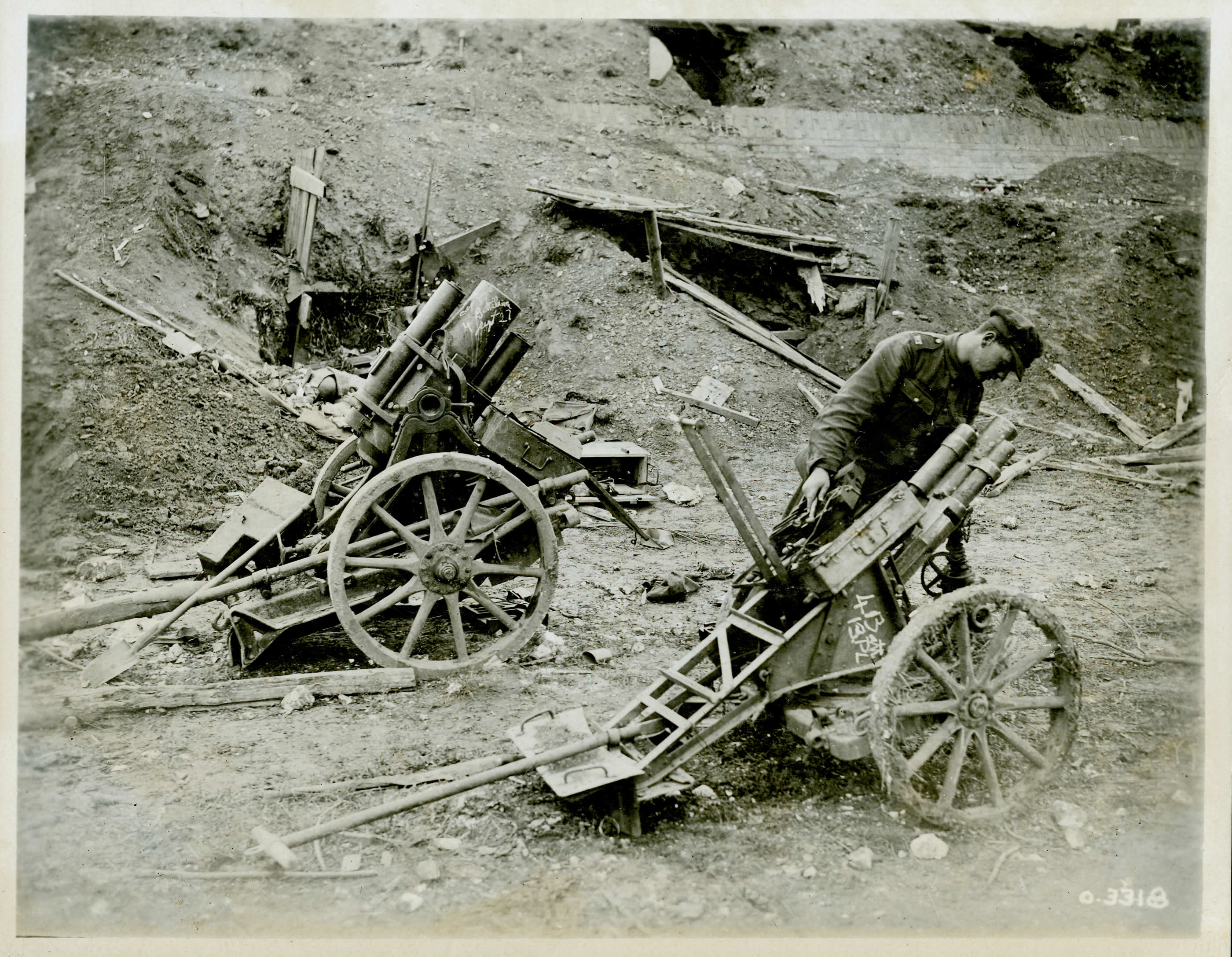
Erbeutete Minenwerfer

Das Werferrohr war höhenverstellbar und ab der neuen Ausführung 1916 (n.A. = neue Art) auf einer Bettung der um 360° drehbaren Bodenplatte installiert.; zuvor besaß es nur eine einfache, um max. 70° schwenkbare Bettung. Das Rohr mit dem Kaliber von 7,58 cm oder 75,85 mm hatte innenliegend 6 Schaubenzüge und Felder. Der Rohrboden war eingeschraubt und mit einem Spannabzug versehen, welche die Schlagzündschraube und damit die Treibladung entzündete. Somit war der leichte Minenwerfer ein Vorderlader-Geschütz. Der Rückstoß wurde durch drei Hydraulikzylinder absorbiert. Der Bremszylinder war auf beiden Seiten der Rohrwiege verschraubt, der Federvorholzylinder war oben aufgegossen. Die Bremsvorrichtung bestand aus zwei Flüssigkeitsbremsen mit Federvorholer.
Die Lafette war eine Mitteldrehzapfenlafette. Die Richteinrichtung bestand aus einem Libellenquadranten mit Kimme und Korn. An der Bodenplatte konnten zwei Räder installiert werden, wodurch es den Mannschaften möglich war, den Werfer auf kurze Entfernungen zu bewegen. In der späteren Version „neuer Art“ wurde ein Holm mit Erdsporn mitgeliefert, der fast waagerechte, direkte Schüsse (Flachbahnschuss) ermöglichte. Damit konnte der leichte Minenwerfer neuer Art mit extra dafür gefertigten Granaten zur Bekämpfung von Panzern eingesetzt werden.
Die maximale Reichweite des leichten Minenwerfers alter Art betrug 1050 Meter. Das Nachfolgemodell, also der leichte Minenwerfer neuer Art, hatte hingegen eine größte Schussweite von 1300 Metern. Die Munition des leichten Minenwerfers bestand aus Sprengminen mit einer 560 g schweren Sprengladung, Gasminen, Rauchminen, Leuchtminen, Nachrichtenminen und Panzerminen.